# Lisímac d'Acarnània
Lisímac (grec antic: Λυσίμαχος, llatí: Lysimachus) fou un grec d'Acarnània a qui es va encarregar la tutoria del jove príncep Alexandre. Va guanyar el favor de la casa reial quan va agafar el nom de Fènix i va donar els d'Aquil·les a Alexandre i el de Peleu a Filip II, cosa que li va valer ser el segon en rang dels tutors del príncep.